# Universidad de Los Hemisferios
Die Universidad de Los Hemisferios, kurz UDLH, ist eine gemeinnützige Privatuniversität in Quito in Ecuador.
Die Hochschule wurde 2004 gegründet. Sie bietet ihren Studierenden Hochschulabschlüsse in den Richtungen:
- Politikwissenschaften und Internationalen Beziehungen
- Rechtswissenschaften
- Kommunikationswissenschaften

an.